# Jamal Shead
Jamal Daniel Shead, född 24 juli 2002 i Austin i Texas, är en amerikansk professionell basketspelare (PG) som spelar för Toronto Raptors i National Basketball Association (NBA).
Han draftades av Sacramento Kings i andra rundan i 2024 års draft som 45:e spelare totalt.
Innan Shead blev proffs studerade han vid University of Houston och spelade för deras idrottsförening Houston Cougars.